# Mister Ernest
Mister Ernest (original: The Importance of Being Earnest, A Trivial Comedy for Serious People), är en teaterpjäs, en komedi av Oscar Wilde från 1895. Pjäsen hade premiär första gången den 14 februari 1895 i London.

## Handling och betydelse
Pjäsen, som hörde till de sena komedier med vilka Wilde slog igenom på allvar, hade svensk premiär i Stockholm 1907, då med titeln Mister Ernst. Den svenska titelns "Mister Ernest" är en falsk identitet som under pjäsens gång används av båda de manliga huvudrollerna, vilket blir viktigt bland annat för att båda de kvinnliga huvudrollerna har en önskan om att gifta sig med en man vid namn Ernest. Den engelska titeln är därför en lek med ord: "vikten av att vara uppriktig" men också "vikten av att vara Ernest".

## Roller
- Jack Worthing (Ernest), en ung gentleman från landet som är förälskad i Gwendolen Fairfax.
- Algernon Moncrieff, en ung gentleman från London som är förälskad i Cecily Cardew.
- Gwendolen Fairfax
- Lady Bracknell, Gwendolens mor.
- Cecily Cardew
- Miss Prism, Cecilys guvernant.
- Pastor Canon Chasuble, prästen i Jacks församling.
- Lane, Algernons butler.
- Merriman, Jacks betjänt.

## Värdering
Litteraturens historia i världen av Bernt Olsson och Ingemar Algulin exemplifierar med denna pjäs och Lady Windermere's Fan (Solfjädern) när Wildes "salongskomedier" beskrivs som "lättviktiga intrigstycken utan djupare innebörd eller psykologisk människoteckning, men spirituella och tidlöst underhållande". (Här sägs också, mindre värderande, att Wilde med dessa pjäser knöt an till "1800-talets populära salongskomedier"). Nationalencyklopedins artikel om Oscar Wilde kallar pjäsen ett "mästerverk".

## Titel
Det förekommer flera titlar i översättningarna till svenska, där Mister Ernest är den vanligaste. Den har bland annat använts för en tryckt översättning av Gustaf Linden. Stavningen Mister Earnest har också någon gång vid svenska uppsättningar använts i pjäsens titel. Också Nationalencyklopedin använder denna stavning.

## Filmatiseringar
Det har gjorts flera tv-versioner av Mister Ernest och minst tre filmatiseringar: 
- 1952 – En ryslig fästman, film med manus och regi av Anthony Asquith med Michael Denison (Algernon), Michael Redgrave (Jack), Edith Evans (Lady Bracknell), Dorothy Tutin (Cecily), Joan Greenwood (Gwendolen), Margaret Rutherford (Miss Prism) och Miles Malleson (Canon Chasuble).
- 1961 – Mr Ernest, omarbetad av Mimi Pollak och inspelad för SVT med TV-teaterensemblen. Med Björn Gustafson som Jack och Lars Lind som Algernon. I övriga roller ses bl.a. Allan Edwall, Carl Billquist och Margaretha Krook.
- 1992 – The Importance of Being Earnest, film i regi av Kurt Baker och flyttade handlingen till USA.
- 2002 – Mister Ernest, film i regi av Oliver Parker med Colin Firth (Jack), Rupert Everett (Algy), Judi Dench (Lady Bracknell), Reese Witherspoon (Cecily), Frances O'Connor (Gwendolen), Anna Massey (Miss Prism), and Tom Wilkinson (Canon Chasuble).